# Коронационная медаль Георга VI
Коронационная медаль короля Георга VI – церемониальная медаль Великобритании и её доминионов, выпущенная в ознаменование  коронации короля Великобритании Георга VI и его супруги, королевы Елизаветы.

## История
Памятная медаль была учреждена 12 мая 1937 года по случаю коронации нового короля Великобритании и её доминионов Георга VI и его супруги, королевы Елизаветы.

## Положение
В соответствии с установившейся практикой коронационные и юбилейные медали изготавливаются для всех стран Содружества и распределяются пропорционально. Местное правительство само решает кому и за что вручить медаль.
Коронационная медаль короля Георга VI была изготовлена в количестве 90 279 медалей, в том числе для Канады – 10 089, для Австралии – 6 887.

## Описание
Серебряная медаль круглой формы, 1,25 дюйма в диаметре. Аверс несёт на себе профиль короля Георга VI в короне и мантии, за ним видимый профиль королевы Елизаветы, также в короне. 
Реверс несёт на себе королевскую монограмму «GRI» под короной святого Эдуарда, под монограммой надпись в две строки «CROWNED / 12 May 1937» (Коронован 12 мая 1937). По окружности надпись: «GEORGE VI QVEEN ELIZABETH» (в слове QVEEN допущена ошибка, где вместо U написана V).
 Лента медали тёмно-синего цвета с белыми полосками по краям, обременённых широкой красной полоской по центру.